# Lio Rush
Lionel Gerard Green, meglio conosciuto con il ring name Lio Rush (Lanham, 11 novembre 1994), è un wrestler statunitense sotto contratto con la Impact Wrestling.
Green è noto per i suoi trascorsi tra il 2017 e il 2020 in WWE, dove ha vinto una volta l'NXT Cruiserweight Championship.

## Storia

### Circuito indipendente (2014–2017)
Durante un traning camp della MCW imparò la disciplina, debuttando al Tribute to the Legends dello stesso anno facendo coppia con Patrick Clark. Il 18 luglio, vinse lo Shane Shamrock Memorial Cup XV, sconfiggendo Brandon Scott, Drolix, Eddie Edwards, Matt Cross e Shane Strickland in 6-man elimination match. Tre mesi dopo in coppia con Clark vinse l' MCW Tag Team Championship, salvo perderlo dopo soli tredici giorni contro gli Ecktourage.
La Lucha Libre Elite annunciò poi che Rush avrebbe preso parte all'Elite World Championship. Riuscì ad accedere ai quarti di finale battendo David Tita ma poi venne eliminato dal più esperto Michael Elgin. Al debutto per la Pro Wrestling Guerrilla perse contro Ricochet.
Uno dei primi debutti importanti avvenne come Lennon Duffy per la Combat Zone Wrestling il primo giorno del 2015, sconfiggendo Slugger Clark. Dopo l'incontro, Duffy si alleò con Clark costituendo un tag team chiamato Sudden Impact. Il 12 settembre 2015, avvenne il cambio di ring name in Lio Rush. Ebbe un feud di discreta importanza con Joey Janela, detentore del CZW Wired Championship. Perse prima un Fatal 4-Way contro il campione, Trevor Lee e Caleb Konley a Down With the Sickness '15, poi ancora a Night of Infamy, venne sconfitto da Janela in un incontro singolo sempre con la cintura in palio. Vinse poi finalmente il titolo a Cage of Death XVII il 12 dicembre dello stesso anno. La prima difesa andò a buon fine contro Kevin Bennett, ma la seconda vide Rush perdere proprio contro l'ex campione Janela. Rush vinse nuovamente il titolo il 26 marzo 2016 in un Fatal 4-Way che includeva anche Dave Crist e David Starr, ma nel settembre dello stesso anno, Janela riconquistò la cintura in un ladder match. Finito e perso insieme alla corona il feud con Janela, effettuò un turn heel sfidando Sami Callihan.
Qualche tempo dopo, il 13 maggio 2017, sconfisse Joe Gacy conquistando il CZW World Heavyweight Championship. Dopo soli 17 giorni perse però la corona contro Davey Richards. Annunciò la sua ultima apparizione per la CZW per il 5 agosto 2017, giorno in cui sconfisse Janela.

### Ring of Honor (2015–2017)
Dopo soli sei mesi dal debutto ufficiale nel mondo del wrestling, Rush ottenne un provino per la Ring of Honor che però non passò a causa della sua limitata esperienza. Tornò quindi a farsi le ossa nelle federazione indipendenti per poi prendere parte ad un altro training camp della ROH e, in accordo con la dirigenza, si iscrisse al Top Prospect Tournament 2016. Dopo aver battuto Vinny Marseglia in un dark match, sconfisse prima Jason Kincaid e poi Brian Fury, vincendo il torneo. In seguito alla vittoria, siglò un contratto con la ROH a tempo indeterminato. A Supercard of Honor X Night 1, perse contro Jay Lethal un incontro valido per il ROH World Championship. Riuscì ad accedere anche alla finale del Survival of the Fittest battendo in un Fatal 4-Way Misterioso Jr., Hangman Page e Sho, ma nel match decisivo ad eliminazione, fu proprio l'ultimo ad essere schienato per mano di Bobby Fish, che vinse dunque il torneo. A Final Battle, sostituì ACH nell'incontro valido per il ROH World Six-Man Tag Team Championship. Nell'occasione fece team con Kushida e Jay White, ma persero contro Matt Taven, TK O'Ryan e Vinny Marseglia che furono dunque incoronati primi campioni. Nel marzo 2017, lasciò la Ring of Honor.

### WWE (2017–2020)
Il 9 luglio 2017 firmò un contratto con la WWE e venne assegnato al territorio di sviluppo di NXT. Debuttò il 14 settembre, con il ring-name Lio Rush, venendo sconfitto da Velveteen Dream. Il 10 gennaio 2018 venne battuto facilmente da Lars Sullivan nel suo ultimo match ad NXT.
Nell'agosto del 2018 iniziò ad apparire a Raw nelle vesti di manager di Bobby Lashley, diventando la causa del suo turn heel nella puntata dell'8 ottobre, quando i due attaccarono Kevin Owens. Nella puntata di 205 Live del 2 gennaio 2019 venne sconfitto da Kalisto in un match con in palio l'accesso al fatal 4-way atch della Royal Rumble valido per il WWE Cruiserweight Championship. Il 17 febbraio, ad Elimination Chamber, fece coppia Bobby Lashley in un 2-on-1 handicap match per difendere l'Intercontinental Championship contro Finn Bálor ma quest'ultimo vinse schienando lo stesso Rush.
Dopo sei mesi di inattività, tornò ad NXT, come face, nella puntata del 18 settembre 2019; quella stessa sera prevalse su Oney Lorcan, diventando il contendente nº1 all'NXT Cruiserweight Championship di Drew Gulak. Nella puntata di NXT del 9 ottobre sconfisse poi Gulak conquistando l'NXT Cruiserweight Championship per la prima volta. Nella puntata di NXT del 13 novembre difese con successo il titolo contro Angel Garza (nonostante un finale controverso). Il 24 novembre, nel Kickoff di Survivor Series, difese la cintura in un Triple Threat match contro Akira Tozawa e Kalisto. Nella puntata di NXT del 27 novembre difese la cintura contro Akira Tozawa. Nella puntata di NXT dell'11 dicembre perse il titolo contro Angel Garza dopo 63 giorni di regno. Nella puntata di NXT del 15 gennaio 2020 partecipò ad un Triple Threat match che comprendeva anche Isaiah "Swerve" Scott e Tyler Breeze per determinare uno dei contendenti all'NXT Cruiserweight Championship di Angel Garza ma il match venne vinto da Scott. Nella puntata di NXT del 12 febbraio sconfisse Angel Garza diventando il nuovo contendente nº1 all'NXT Cruiserweight Championship di Jordan Devlin, ma quando lo affrontò nella puntata di NXT del 19 febbraio per l'NXT Cruiserweight Championship venne sconfitto.
Il 15 aprile 2020, la WWE ha comunicato il licenziamento di Rush.

### Major League Wrestling (2020–2021)
Rush ha firmato con la Major League Wrestling nel novembre del 2020. In seguito, Rush ha sconfitto Myron Reed il 6 gennaio 2021 conquistando il MLW World Middleweight Championship per la prima volta.

### All Elite Wrestling (2021–2022)
Lio Rush fa una apparizione a Double or Nothing 2021 durante la Casino Battle Royal rivelandosi essere la Wild Card del match. Tuttavia non ha firmato con la compagnia. L’8 giugno seguente annuncia il ritiro dal wrestling professionistico a causa di un infortunio subìto al suo debutto in AEW. Nella puntata di Dynamite del 10 novembre Lio fece il suo debutto ufficiale insieme a Dante Martin sconfiggendo Matt Sydal e Lee Moriarty

## Vita privata
Lionel Green è sposato dal 2018 con la modella inglese Sarah Wah, da cui ha avuto due figli.

## Personaggio

### Mosse finali

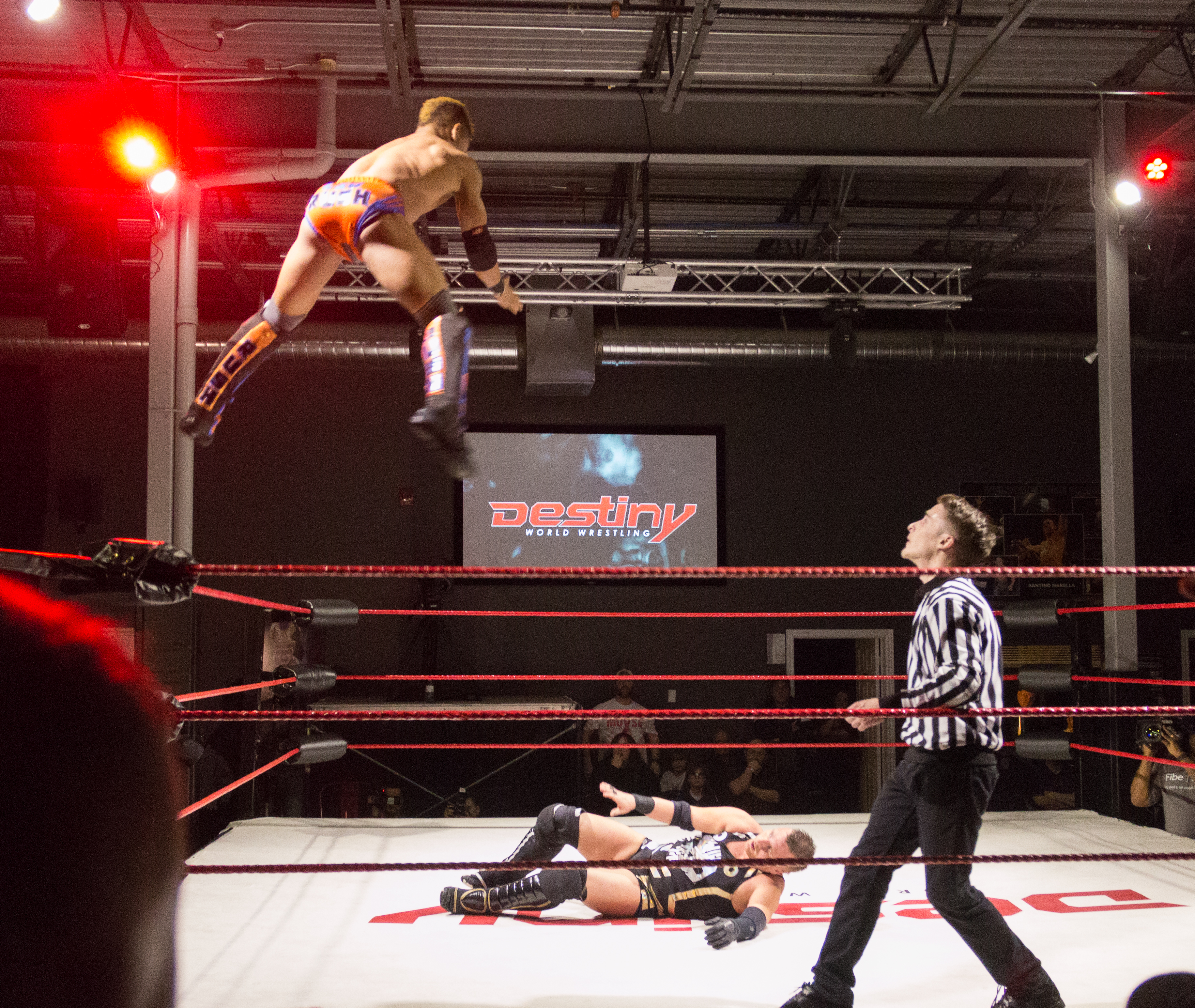
Lio Rush mentre esegue la Dragon's Call su Kevin Bennett

- Dragon's Call/Final Hour (Split-legged frog splash)
- Rush Hour (Standing moonsault side slam)
- Twisting inverted double underhook facebuster – 2017–2020

### Soprannomi
- "Blackheart"
- "The Champ of the Hour" (da campione)
- "The Man of the Hour"
- "M.O.T.H. (Man of the Hour)"
- "The Hype Man"

## Titoli e riconoscimenti
- Combat Zone Wrestling
  - CZW Wired Championship (2)

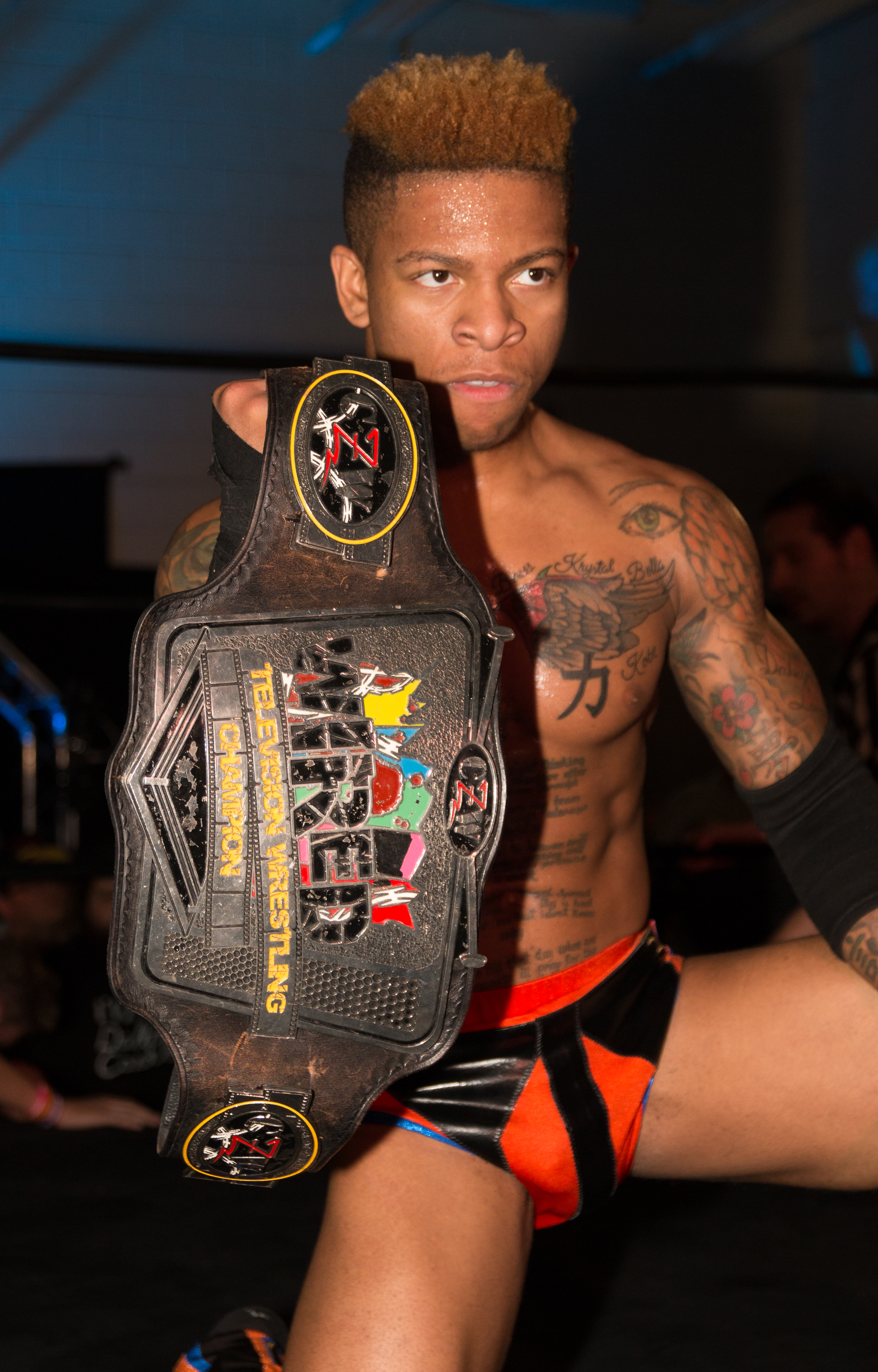
Lio Rush con il CZW Wired Championship, titolo che ha detenuto due volte

  - CZW World Heavyweight Championship (1)
- DDT Pro-Wrestling
  - Ironman Heavymetalweight Championship (1)
- House of Glory
  - HOG Crown Jewel Championship (1)
- Lucha Libre AAA Worldwide
  - AAA World Cruiserweight Championship (1)
- Major League Wrestling
  - MLW World Middleweight Championship (1)
- Maryland Championship Wrestling
  - MCW Rage Championship (1)
  - MCW Tag Team Championship (1) – con Patrick Clark
  - Shane Shamrock Memorial Cup (2015, 2016)
- New Japan Pro-Wrestling
  - Super Jr. Tag League (2022) – con Yoh
- Pro Wrestling Illustrated
  - 53º tra i 500 migliori wrestler singoli nella PWI 500 (2021)
- Ring of Honor
  - Top Prospect Tournament (2016)
- WWE
  - NXT Cruiserweight Championship (1)
  - WWE United Kingdom Championship Invitational (2018)